# Euselasia onorata
Euselasia onorata är en fjärilsart som beskrevs av William Chapman Hewitson 1869. Euselasia onorata ingår i släktet Euselasia och familjen Riodinidae. Inga underarter finns listade i Catalogue of Life.

## Bildgalleri

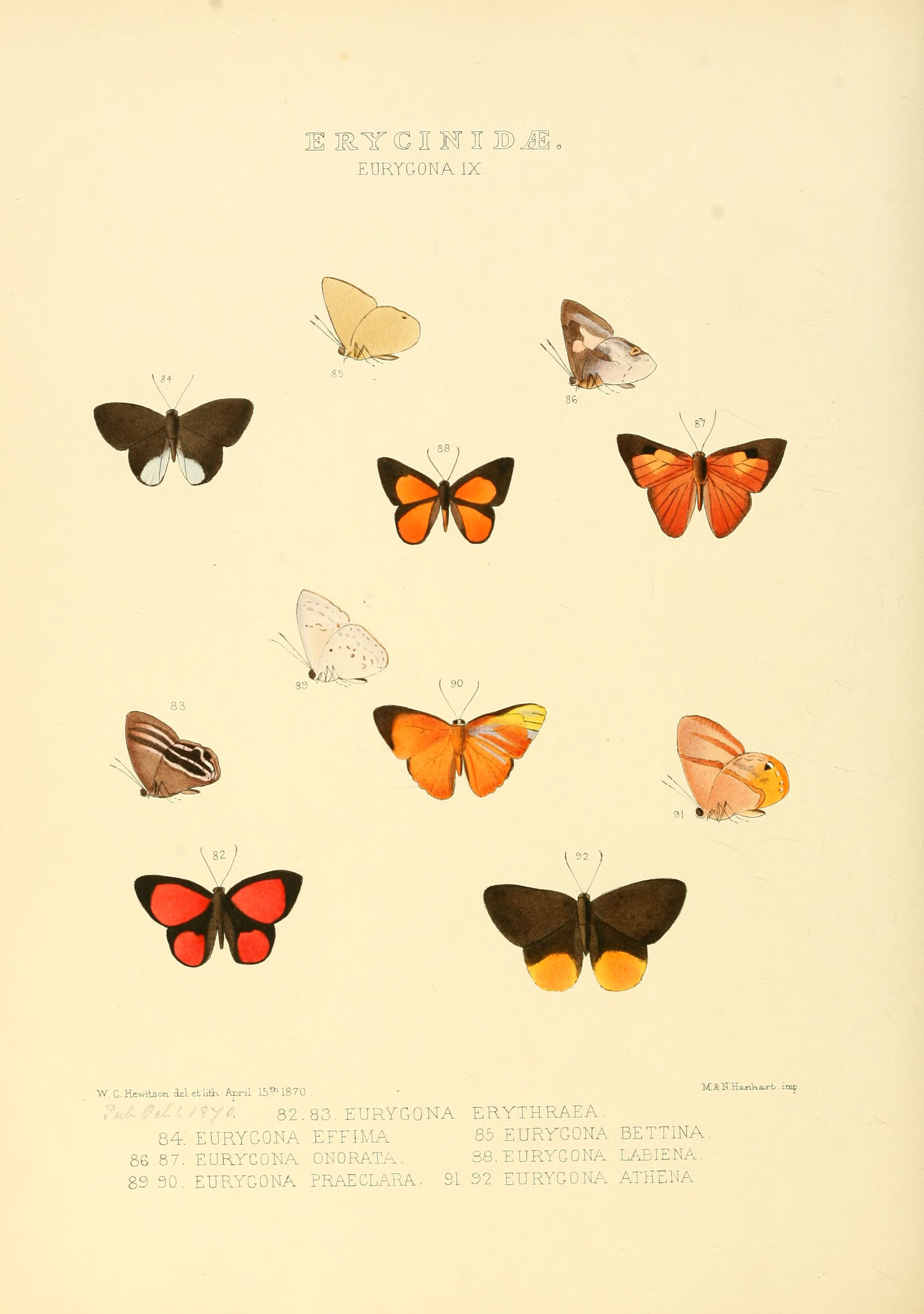